# Comté de Murrumbidgee
Le comté de Murrumbidgee (en anglais : Murrumbidgee Shire) est une ancienne zone d'administration locale située dans l'État de Nouvelle-Galles du Sud en Australie.
Le comté était situé dans la Riverina et comprenait les localités de Coleambally, Darlington Point et Waddy. Il était traversé par le Murrumbidgee, principal affluent du Murray.
Le 12 mai 2016, il est supprimé et fusionne avec le comté de Jerilderie pour former la nouvelle zone d'administration locale du conseil de Murrumbidgee.

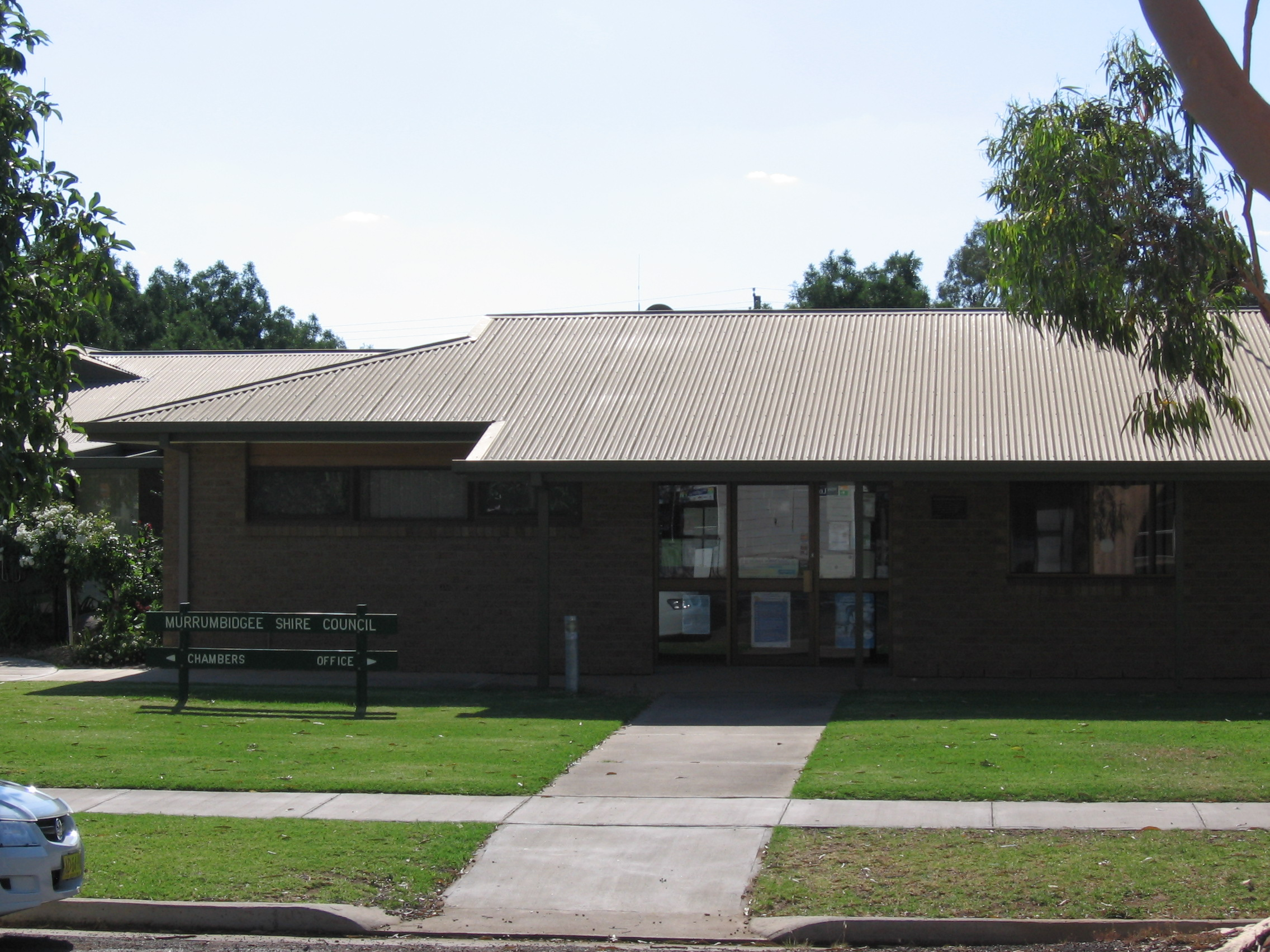
L'ancien siège du conseil du comté de Murrumbidgee.